# Ateji
Gli ateji (当て字?) (lett. "caratteri assegnati") sono kanji che sono stati "assegnati" arbitrariamente per scrivere un prestito o una parola di origine giapponese con i quali non hanno una connessione storica o etimologica. Spesso i caratteri vengono scelti con l'intento di implicare un'etimologia immaginaria o falsa. Gli ateji sono anche scelti per rendere i nomi propri non cinesi o giapponesi, come i nomi occidentali, sempre con l'intento di usare i kanji per conferire a un nome un aspetto diverso o migliore.
Gli ateji a volte sono stati usati per scrivere i forestierismi in giapponese. Sebbene attualmente il sistema più usato per scrivere le parole di origine straniera sia quello di impiegare il katakana, in passato era considerato necessario avere la versione in kanji di tutte le parole. Per esempio, molte parole giapponesi di origine portoghese hanno versioni in kanji, e tutte sono ateji.

Un esempio è l'ateji per kappa, dal portoghese capa, cioè la cappa: i caratteri scelti furono 合羽, col significato di "ali che si incontrano", sia perché i risvolti anteriori della cappa ricordano le ali a riposo di un volatile, sia perché i due caratteri possono essere letti kappa. Altra parola portoghese ancora di uso quotidiano è quella per altalena, che si dice buranko e proviene dal portoghese balanço: la scrittura applicata forzatamente fu 鞦韆, i cui ideogrammi (estremamente obsoleti) significano in effetti "dondolare, ondeggiare", ma in realtà si pronunciano shūsen.
Un altro esempio di un composto di kanji usato per significato e pronuncia è kurabu, ovvero club, un prestito dall'inglese. È spesso scritto 倶楽部 perché
1. i kanji possono essere letti, in sequenza, ku, ra(ku), e bu, e
2. possono essere interpretati rispettivamente come "insieme", "divertimento", "posto" (= "posto in cui ci si diverte insieme").

Gli ateji possono essere usati anche soltanto per la loro pronuncia tralasciandone il significato. I caratteri 寿司 per scrivere sushi sono un esempio di questi, dato che in realtà hanno significati del tutto  incongruenti (rispettivamente "congratulazioni" e "amministratore").